# Angerona clercata
Angerona clercata là một loài bướm đêm trong họ Geometridae.